# Loboptera decipiens
Loboptera decipiens es una especie de cucaracha del género Loboptera, familia Ectobiidae.
Las cucarachas tienen una longitud de 8-9 mm, aunque hay especies que pueden llegar a medir de 10-15 mm. Tienen un color básico negro. Las patas y las antenas son negras. Los fémures y la tibia tienen púas. Las cucarachas tienen un margen lateral relativamente ancho de color blanco o amarillento, que se extiende desde el tórax hasta la parte posterior del cuerpo.
Los machos suelen ser de menor tamaño que las hembras. La dieta de estas cucarachas consiste básicamente de materia vegetal. Suele encontrarse en residencias, también es frecuente encontrarlas debajo de piedras.

## Distribución
Esta especie se encuentra en Francia, Portugal, Grecia, Italia, España, Croacia, Marruecos, Montenegro, Bélgica, Turquía, Chipre, Reino Unido, Hungría, Macedonia del Norte y Ucrania.

## Galería

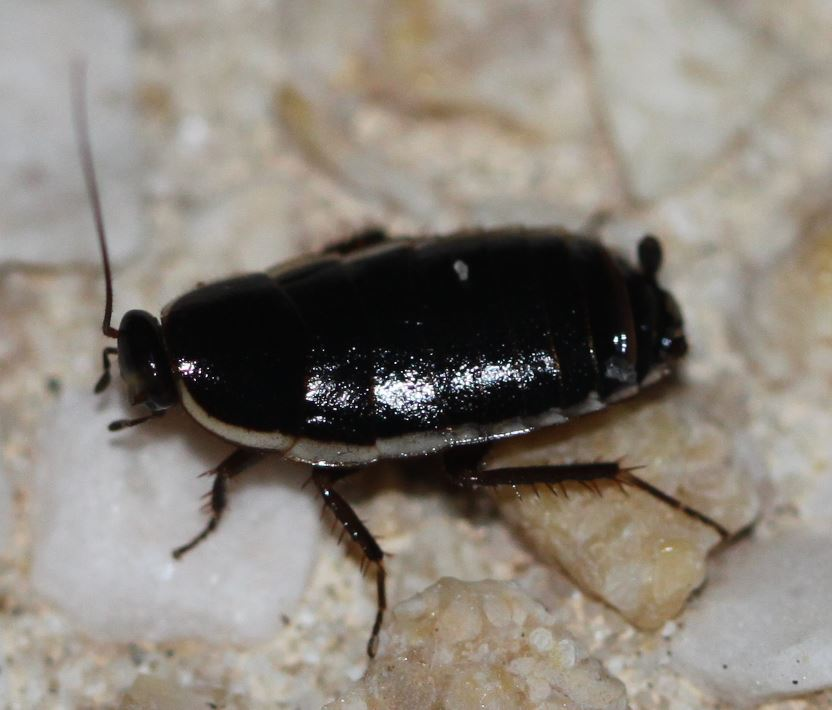
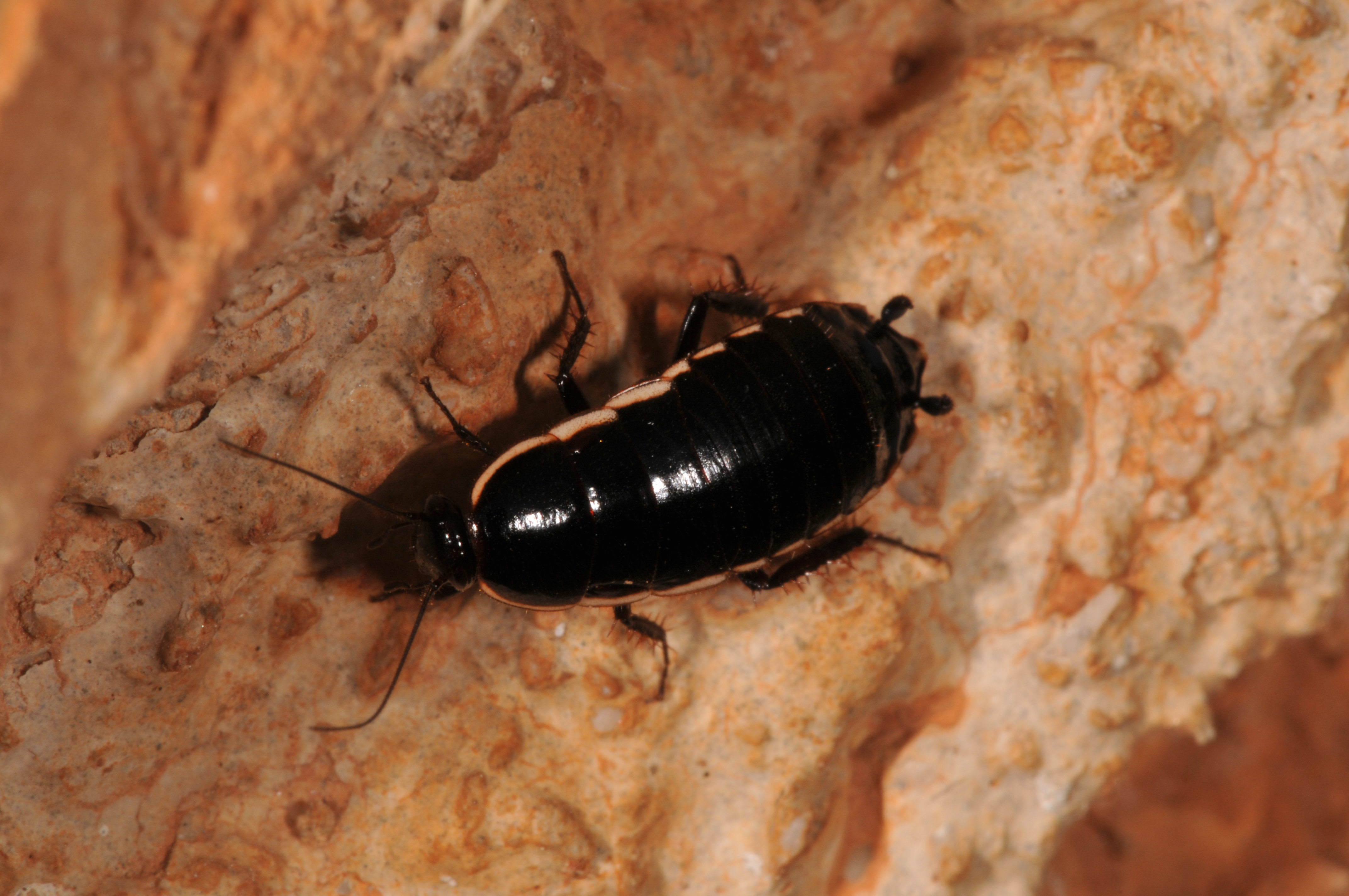
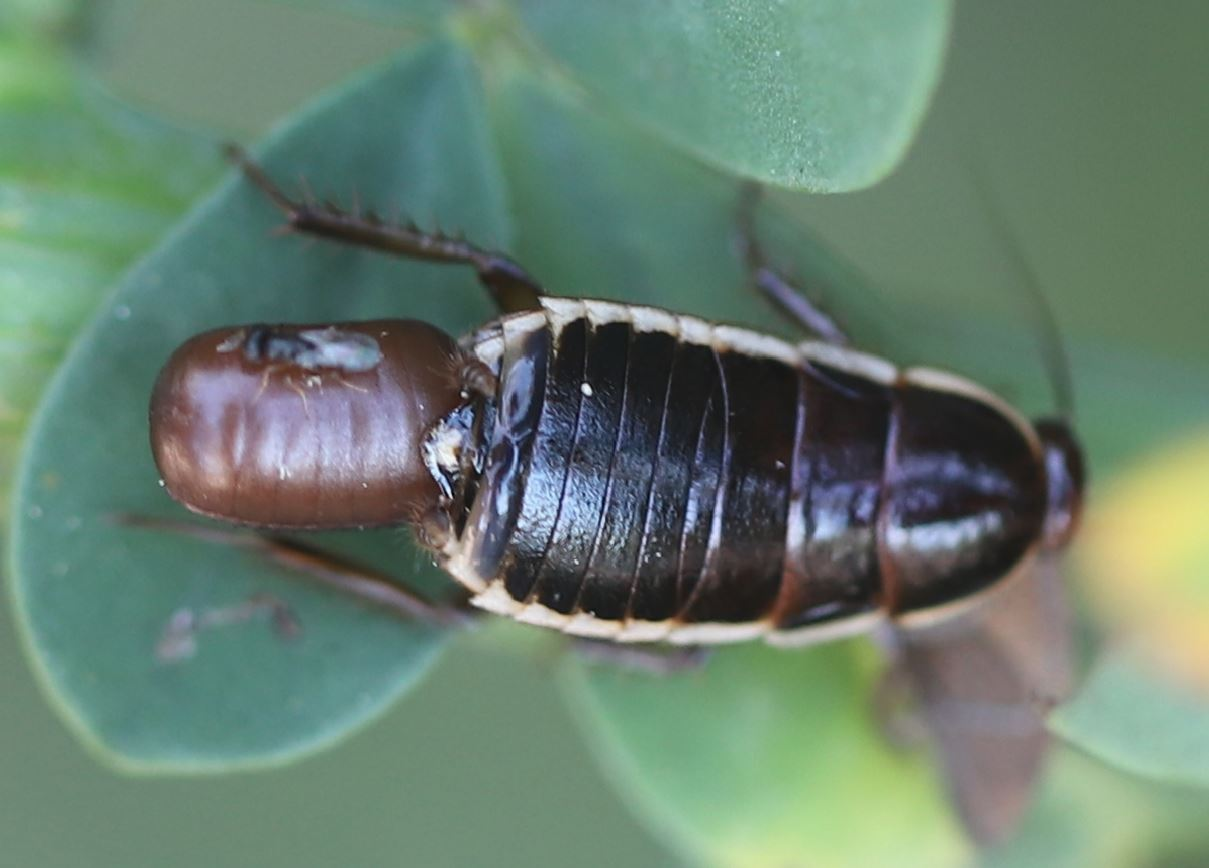
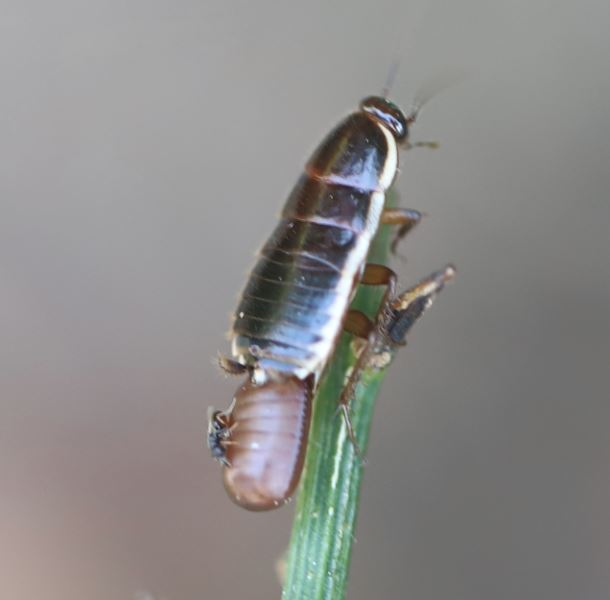

## Subespecies
- Loboptera decipiens decipiens.[4]
- Loboptera decipiens nevadensis.[4]